# 葛川睦
葛川 睦(くずかわ あつし、1976年2月6日 - )は、日本の実業家。株式会社エム・ジェイホーム代表取締役。

## 人物・経歴
滋賀県長浜市出身。同志社大学大学院ビジネス研究科ＭＢＡコース卒業。
大手OA機器メーカーに営業として就職。その後2001年にK-planning設立。
2002年　有限会社A・R・C RIZE設立。コインランドリー運営、リフォーム業を行う。
2006年　有限会社エム・ジェイホーム設立  不動産仲介業を開始。
2007年　株式会社ジャパン・アセットマネジメント設立。不動産仲介管理・資産運用を開始。
2008年　株式会社CLUB MAISON設立 飲食業を開始。cafe bar MAISON、PRIVATE DINING 月家、焼き肉ダイニング柊家、柊家はなれ計4店舗を設立
2012年　English Island設立 開講。学童保育、英会話教室を開始。2017年に事業部組み入れ。株式会社CLUB MAISONを譲渡。
2016年　有限会社エム・ジェイホームを株式会社エム・ジェイホームに商号変更。ＭＢＯを行い同社の全株取得。
2017年　同志社大学大学院　ビジネス研究科にてＭＢＡ取得。藤原 浩一ゼミに所属、卒業研究論文は「フランチャイズ・システムの機能と優位性についての考察‐企業の成長におけるフランチャイズ・システムの有効性‐」

## メディア
- B-plus

- SHIGA SALON RANKING MAGAZIN「GLASSES」

- 全国賃貸住宅新聞
- 20万人の学生があこがれる経営者アワード「LEADERS'AWARD」2017〜2019年 ※PERSONALITY 部門3位 受賞

- 東京商工リサーチ ALEVEL　2017年

- ジャパンタイムズ 次世代のアジアのリーダー100人 2017年

- 日経新聞ネット版 日経BIzGate《私の道しるべ》 2017年

- 日経CNBC「時代のニューウェーブ」
- 東京MX 「未来企業」2018年
- Newsweek日本版 2019年

## 関連書籍
- 人を動かす本気の「叱り」：葛川睦 (著) 2018年4月 ISBN 978-4774517056
- 一歩踏み出したいアナタに聞いてほしい HISTORY：HISTORY番組制作事務局 (著)  2020年7月 ISBN 978-4865222371